# Maya Bruney
Maya Fonda Bruney (* 24. Februar 1998 in London) ist eine italienische Leichtathletin britischer Herkunft, die sich auf den Sprint spezialisiert hat und seit 2021 für Italien startberechtigt ist.

## Sportliche Laufbahn
Erstmals bei einer internationalen Meisterschaft trat Maya Bruney bei den U20-Europameisterschaften in Grosseto an den Start. Dort gewann sie in europäischer Juniorinnenbestleistung die Goldmedaille im 200-Meter-Lauf sowie die Bronzemedaillen mit den britischen 4-mal-100-Meter- und 4-mal-400-Meter-Staffeln. 2022 startete sie für Italien bei den Mittelmeerspielen in Oran und belegte dort in 23,81 s den achten Platz über 200 Meter. 
2022 wurde Bruney italienische Hallenmeisterin in der 4-mal-400-Meter-Staffel.

## Persönliche Bestzeiten
- 100 Meter: 11,82 s (+1,4 m/s), 7. Mai 2017 in Newham
  - 60 Meter (Halle): 7,45 s, 7. Februar 2018 in Newham
- 200 Meter: 23,04 s (−1,0 m/s), 22. Juli 2017 in Grosseto
  - 200 Meter (Halle): 24,00 s, 12. Februar 2017 in Sheffield
- 400 Meter: 53,10 s, 7. Mai 2018 in Bedford
  - 400 Meter (Halle): 53,19 s, 28. Januar 2022 in Columbia